# جين تومسون
جين تومسون (بالإنجليزية: Jane Thompson)‏ هي مهندسة معمارية أمريكية، ولدت في 30 يونيو 1927، وتوفيت في 22 أغسطس 2016.